# Francis Isherwood
Pour les articles homonymes, voir Isherwood.
Francis Isherwood (Reading, 1851 - Southsea, 1888) est joueur international anglais de rugby ainsi qu'un joueur de cricket « première-classe ».

## Biographie

### Jeunesse et formation
Francis William Ramsbottom Isherwood, né le 16 octobre 1851 à Reading, est le troisième fils de Richard Ramsbottom Isherwood, originaire de Reading et appartenant à la loge de Clewer, dans le Berkshire, et de son épouse, Anna Clarendon, fille de William Cox (en) de Windsor (Nouvelle-Galles du Sud), en Australie. Sa sœur cadette, Annie (en), est une religieuse anglicane et fondatrice de la Communauté de la Résurrection de notre Seigneur.
Il fait ses études à la Rugby School et au Brasenose College, à Oxford.

### Carrière en rugby
Francis Isherwood est initialement sélectionné pour représenter l'Angleterre lors du tout premier match international contre l'Écosse en 1871, mais il doit déclarer forfait à la dernière minute.
Il fait finalement sa seule apparition pour l'Angleterre lors du match contre l'Écosse à Kennington Oval en 1872. Sa transformation de l'un des trois essais permet à l'Angleterre de l'emporter 2 à 1, et il devient à cette occasion le tout premier Anglais à inscrire un point en match international.

### Carrière en cricket
Francis Isherwood joue par ailleurs cinq matchs de cricket « première-classe » en 1872, en tant que lanceur rapide-moyen à bras rond. Il joue son premier match pour le Marylebone Cricket Club contre l'Université d'Oxford, mais il joue ses quatre autres matchs de première-classe avec ces derniers.
Cinq de ses sept guichets en carrière ont été pris lors d'un seul match, contre les Gentlemen of England, y compris un rendement de 4/52 dans le premier tour de batte.
Son neveu, Lionel Isherwood (en), a lui aussi joué en cricket « première-classe » dans les années 1920.